# Свети Димитър (Солун, 1890)
„Свети Димитър“ (на гръцки: Ιερός Ναός Αγίου Δημητρίου) е историческа църква в македонския град Солун.

## История
Църквата е построена от българската община в града, по време на Османската империя. Открита е на 8 май 1890 година и се намира във Вардарската махала, срещу Бурмали джамия на улица „Зелефхидон“ № 11 (днес улица „Антигониди“). Църквата и началното училище са разположени в две паянтови сгради, които са закупени в 1887 и 1889 година на името на Йосиф I под предлог, че ще служат за кожухарски склад. От 1906 година фигурира в османските регистри като българска църква на улица „Дикили Таш“. Изгаря по време на солунския пожар от 1917 година.
- Писмо от архимандрит Григорий – председател на Солунската българска църковна община до екзарх Йосиф I за отварянето на българския параклис във Вардарската махала